# 633 폭격대
《633 폭격대》(633 Squadron)는 영국에서 제작된 월터 그루먼 감독의 1964년 전쟁, 드라마 영화이다. 클리프 로버트슨 등이 주연으로 출연하였고 세실 F. 포드 등이 제작에 참여하였다. 이 영화는 컬러 및 파나비전 와이드스크린 기술을 사용한 최초의 항공 영화이다.

## 출연

### 주연
- 클리프 로버트슨
- 조지 샤키리스

### 조연
- 마리아 퍼쉬
- 해리 앤드류즈
- 도날드 휴스톤
- 마이클 구들리프
- 존 멜리언
- 존 본니
- 앵거스 레니
- 스콧 핀치
- 존 처치
- 바바라 아처
- 숀 켈리
- 줄리언 셔리어
- 제프리 프레더릭
- 수잔 파머
- 자니 브릭스

## 기타
- 원작자: 프레더릭 E. 스미스
- 미술: 마이클 스트링거